# Ernst Kretschmer
Ernst Kretschmer (Wüstenrot, 8 ottobre 1888 – Tubinga, 8 febbraio 1964) è stato uno psichiatra tedesco.
Nel 1929 venne nominato per il Premio Nobel per la medicina.

## Biografia
Kretschmer studiò nel ginnasio di Bad Cannstatt, nel Württemberg. Dal 1904 frequentò il seminario evangelico a Schöntal e Bad Urach. Dal 1906 al 1912 frequentò due semestri di filosofia al Tübinger Stift. In seguito, intraprese studi medici a Tubinga, Monaco di Baviera ed Amburgo.
Compì le sue prime osservazioni psichiatriche durante la prima guerra mondiale, in qualità di medico militare psichiatra. Insegnò neurologia e psichiatria presso le Università di Tubinga (1923), Marburgo (1926) e di nuovo a Tubinga (1946). Nel 1933 si dimise dalla carica di presidente della Società tedesca di psicoterapia in seguito all'espulsione dei membri ebrei.
Si occupò soprattutto della correlazione fra costituzione somatica, caratteristiche psicologiche e disturbi mentali. Sulla base della classificazione delle psicosi in dementia praecox e psicosi maniaco-depressiva (la classificazione di Kraepelin), Kretschmer tentò di mettere in relazione i quadri clinici con quelli psicologici, e questi ultimi con i tratti somatici.
In Costituzione del corpo e carattere (1921) egli distinse tre tipi somato-costituzionali:
1. lo schizotimico, alto ed esile, di più frequente riscontro fra sofferenti di schizofrenia;
2. il ciclotimico, basso e tarchiato, più frequente fra sofferenti maniaco-depressivi;
3. l'atletico, dall'apparato muscolo-scheletrico ben sviluppato, più frequente tra gli epilettici.

La tipologia di Kretschmer ha trovato in seguito scarsa conferma ed è oggi ritenuta superata.
Interessanti contributi Kretschmer ha offerto alla psichiatria clinica con lo studio approfondito della paranoia e alla psicoterapia con la messa a punto di nuove tecniche ipnotiche.
Tra le altre sue opere: Isteria, riflesso e istinto (1923), in cui espone la teoria che la formazione dei sintomi dell'isteria è inizialmente un processo conscio che diventa in seguito un meccanismo automatico e inconscio, e Uomini geniali (1929).